# Crossover-Pass
Der Crossover-Pass ist ein Gebirgspass in der Shackleton Range im ostantarktischen Coatsland. Er verbindet den Gordon-Gletscher mit dem Cornwall-Gletscher.
Erstmals kartiert wurde er 1957 von Teilnehmern der Commonwealth Trans-Antarctic Expedition (1955–1958), die den Pass in Verbindung mit beiden Gletschern bei einer Schlittenexkursion als Übergang (englisch crossover) durch die Shackleton Range von Norden nach Süden nutzten.